# Liste der Sieger der Tour de France
Diese Liste führt die Sieger der Tour de France mit den Gewinnern der Gesamtwertung, der Bergwertung (seit 1933), der Punktewertung (seit 1953), der Nachwuchswertung (seit 1975), des Kampfpreises (seit 1959) und der Mannschaftswertung (seit 1930).
| Jahr          | Sieger                                                  | Bergwertung                                             | Punktewertung                                           | Nachwuchswertung                                        | Kampfpreis                                              | Mannschaftswertung                                      |
| ------------- | ------------------------------------------------------- | ------------------------------------------------------- | ------------------------------------------------------- | ------------------------------------------------------- | ------------------------------------------------------- | ------------------------------------------------------- |
| 1903          | Maurice Garin                                           |                                                         |                                                         |                                                         |                                                         |                                                         |
| 1904          | Henri Cornet                                            |                                                         |                                                         |                                                         |                                                         |                                                         |
| 1905          | Louis Trousselier                                       |                                                         |                                                         |                                                         |                                                         |                                                         |
| 1906          | René Pottier                                            |                                                         |                                                         |                                                         |                                                         |                                                         |
| 1907          | Lucien Petit-Breton                                     |                                                         |                                                         |                                                         |                                                         |                                                         |
| 1908          | Lucien Petit-Breton                                     |                                                         |                                                         |                                                         |                                                         |                                                         |
| 1909          | François Faber                                          |                                                         |                                                         |                                                         |                                                         |                                                         |
| 1910          | Octave Lapize                                           |                                                         |                                                         |                                                         |                                                         |                                                         |
| 1911          | Gustave Garrigou                                        |                                                         |                                                         |                                                         |                                                         |                                                         |
| 1912          | Odiel Defraeye                                          |                                                         |                                                         |                                                         |                                                         |                                                         |
| 1913          | Philippe Thys                                           |                                                         |                                                         |                                                         |                                                         |                                                         |
| 1914          | Philippe Thys                                           |                                                         |                                                         |                                                         |                                                         |                                                         |
| 1915 bis 1918 | Erster Weltkrieg (keine Austragung)                     | Erster Weltkrieg (keine Austragung)                     | Erster Weltkrieg (keine Austragung)                     | Erster Weltkrieg (keine Austragung)                     | Erster Weltkrieg (keine Austragung)                     | Erster Weltkrieg (keine Austragung)                     |
| 1919          | Firmin Lambot                                           |                                                         |                                                         |                                                         |                                                         |                                                         |
| 1920          | Philippe Thys                                           |                                                         |                                                         |                                                         |                                                         |                                                         |
| 1921          | Léon Scieur                                             |                                                         |                                                         |                                                         |                                                         |                                                         |
| 1922          | Firmin Lambot                                           |                                                         |                                                         |                                                         |                                                         |                                                         |
| 1923          | Henri Pélissier                                         |                                                         |                                                         |                                                         |                                                         |                                                         |
| 1924          | Ottavio Bottecchia                                      |                                                         |                                                         |                                                         |                                                         |                                                         |
| 1925          | Ottavio Bottecchia                                      |                                                         |                                                         |                                                         |                                                         |                                                         |
| 1926          | Lucien Buysse                                           |                                                         |                                                         |                                                         |                                                         |                                                         |
| 1927          | Nicolas Frantz                                          |                                                         |                                                         |                                                         |                                                         |                                                         |
| 1928          | Nicolas Frantz                                          |                                                         |                                                         |                                                         |                                                         |                                                         |
| 1929          | Maurice De Waele                                        |                                                         |                                                         |                                                         |                                                         |                                                         |
| 1930          | André Leducq                                            |                                                         |                                                         |                                                         |                                                         | Frankreich                                              |
| 1931          | Antonin Magne                                           |                                                         |                                                         |                                                         |                                                         | Belgien                                                 |
| 1932          | André Leducq                                            |                                                         |                                                         |                                                         |                                                         | Italien                                                 |
| 1933          | Georges Speicher                                        | Vicente Trueba                                          |                                                         |                                                         |                                                         | Frankreich                                              |
| 1934          | Antonin Magne                                           | René Vietto                                             |                                                         |                                                         |                                                         | Frankreich                                              |
| 1935          | Romain Maes                                             | Félicien Vervaecke                                      |                                                         |                                                         |                                                         | Belgien                                                 |
| 1936          | Sylvère Maes                                            | Julián Berrendero                                       |                                                         |                                                         |                                                         | Belgien                                                 |
| 1937          | Roger Lapébie                                           | Félicien Vervaecke                                      |                                                         |                                                         |                                                         | Frankreich                                              |
| 1938          | Gino Bartali                                            | Gino Bartali                                            |                                                         |                                                         |                                                         | Belgien                                                 |
| 1939          | Sylvère Maes                                            | Sylvère Maes                                            |                                                         |                                                         |                                                         | Belgien                                                 |
| 1940 bis 1946 | Zweiter Weltkrieg und Nachkriegszeit (keine Austragung) | Zweiter Weltkrieg und Nachkriegszeit (keine Austragung) | Zweiter Weltkrieg und Nachkriegszeit (keine Austragung) | Zweiter Weltkrieg und Nachkriegszeit (keine Austragung) | Zweiter Weltkrieg und Nachkriegszeit (keine Austragung) | Zweiter Weltkrieg und Nachkriegszeit (keine Austragung) |
| 1947          | Jean Robic                                              | Pierre Brambilla                                        |                                                         |                                                         |                                                         | Italien                                                 |
| 1948          | Gino Bartali                                            | Gino Bartali                                            |                                                         |                                                         |                                                         | Belgien                                                 |
| 1949          | Fausto Coppi                                            | Fausto Coppi                                            |                                                         |                                                         |                                                         | Italien                                                 |
| 1950          | Ferdy Kübler                                            | Louison Bobet                                           |                                                         |                                                         |                                                         | Belgien                                                 |
| 1951          | Hugo Koblet                                             | Raphaël Géminiani                                       |                                                         |                                                         |                                                         | Frankreich                                              |
| 1952          | Fausto Coppi                                            | Fausto Coppi                                            |                                                         |                                                         |                                                         | Italien                                                 |
| 1953          | Louison Bobet                                           | Jesús Lorono                                            | Fritz Schär                                             |                                                         |                                                         | Niederlande                                             |
| 1954          | Louison Bobet                                           | Federico Bahamontes                                     | Ferdy Kübler                                            |                                                         |                                                         | Schweiz                                                 |
| 1955          | Louison Bobet                                           | Charly Gaul                                             | Stan Ockers                                             |                                                         |                                                         | Frankreich                                              |
| 1956          | Roger Walkowiak                                         | Charly Gaul                                             | Stan Ockers                                             |                                                         |                                                         | Belgien                                                 |
| 1957          | Jacques Anquetil                                        | Gastone Nencini                                         | Jean Forestier                                          |                                                         |                                                         | Frankreich                                              |
| 1958          | Charly Gaul                                             | Federico Bahamontes                                     | Jean Graczyk                                            |                                                         |                                                         | Belgien                                                 |
| 1959          | Federico Bahamontes                                     | Federico Bahamontes                                     | André Darrigade                                         |                                                         | Gérard Saint                                            | Belgien                                                 |
| 1960          | Gastone Nencini                                         | Imerio Massignan                                        | Jean Graczyk                                            |                                                         |                                                         | Frankreich                                              |
| 1961          | Jacques Anquetil                                        | Imerio Massignan                                        | André Darrigade                                         |                                                         |                                                         | Frankreich                                              |
| 1962          | Jacques Anquetil                                        | Federico Bahamontes                                     | Rudi Altig                                              |                                                         |                                                         | Saint-Raphaël-Helyett                                   |
| 1963          | Jacques Anquetil                                        | Federico Bahamontes                                     | Rik Van Looy                                            |                                                         | Rik Van Looy                                            | Saint-Raphaël-Gitane                                    |
| 1964          | Jacques Anquetil                                        | Federico Bahamontes                                     | Jan Janssen                                             |                                                         |                                                         | Pelforth-Sauvage                                        |
| 1965          | Felice Gimondi                                          | Julio Jiménez                                           | Jan Janssen                                             |                                                         | Felice Gimondi                                          | KAS                                                     |
| 1966          | Lucien Aimar                                            | Julio Jiménez                                           | Willy Planckaert                                        |                                                         | Rudi Altig                                              | KAS                                                     |
| 1967          | Roger Pingeon                                           | Julio Jiménez                                           | Jan Janssen                                             |                                                         | Désiré Letort                                           | Frankreich                                              |
| 1968          | Jan Janssen                                             | Aurelio González Puente                                 | Franco Bitossi                                          |                                                         | Roger Pingeon                                           | Spanien                                                 |
| 1969          | Eddy Merckx                                             | Eddy Merckx                                             | Eddy Merckx                                             |                                                         | Eddy Merckx                                             | Faema                                                   |
| 1970          | Eddy Merckx                                             | Eddy Merckx                                             | Walter Godefroot                                        |                                                         | Eddy Merckx                                             | Salvarani                                               |
| 1971          | Eddy Merckx                                             | Lucien Van Impe                                         | Eddy Merckx                                             |                                                         |                                                         | BiC                                                     |
| 1972          | Eddy Merckx                                             | Lucien Van Impe                                         | Eddy Merckx                                             |                                                         | Cyrille Guimard                                         | GAN-Mercier                                             |
| 1973          | Luis Ocaña Pernía                                       | Pedro Torres                                            | Herman Van Springel                                     |                                                         | Luis Ocaña Pernía                                       | BIC                                                     |
| 1974          | Eddy Merckx                                             | Domingo Perurena                                        | Patrick Sercu                                           |                                                         | Eddy Merckx                                             | KAS                                                     |
| 1975          | Bernard Thévenet                                        | Lucien Van Impe                                         | Rik Van Linden                                          | Francesco Moser                                         |                                                         | GAN-Mercier                                             |
| 1976          | Lucien Van Impe                                         | Giancarlo Bellini                                       | Freddy Maertens                                         | Enrique Martínez-Heredia                                | Raymond Delisle                                         | KAS                                                     |
| 1977          | Bernard Thévenet                                        | Lucien Van Impe                                         | Jacques Esclassan                                       | Dietrich Thurau                                         | Gerrie Knetemann                                        | Ti-Raleigh                                              |
| 1978          | Bernard Hinault                                         | Mariano Martínez                                        | Freddy Maertens                                         | Henk Lubberding                                         |                                                         | Miko-Mercier                                            |
| 1979          | Bernard Hinault                                         | Giovanni Battaglin                                      | Bernard Hinault                                         | Jean-René Bernaudeau                                    |                                                         | Renault-Gitane                                          |
| 1980          | Joop Zoetemelk                                          | Raymond Martin                                          | Rudy Pevenage                                           | Johan van der Velde                                     | Christian Levavasseur                                   | Miko-Mercier                                            |
| 1981          | Bernard Hinault                                         | Lucien Van Impe                                         | Freddy Maertens                                         | Peter Winnen                                            | Bernard Hinault                                         | Peugeot-Esso                                            |
| 1982          | Bernard Hinault                                         | Bernard Vallet                                          | Sean Kelly                                              | Phil Anderson                                           | Régis Clère                                             | Coop-Mercier                                            |
| 1983          | Laurent Fignon                                          | Lucien Van Impe                                         | Sean Kelly                                              | Laurent Fignon                                          | Serge Demierre                                          | Ti-Raleigh                                              |
| 1984          | Laurent Fignon                                          | Robert Millar                                           | Frank Hoste                                             | Greg LeMond                                             | Bernard Hinault                                         | Renault-Elf                                             |
| 1985          | Bernard Hinault                                         | Luis Herrera                                            | Sean Kelly                                              | Fabio Parra                                             | Maarten Ducrot                                          | La Vie Claire                                           |
| 1986          | Greg LeMond                                             | Bernard Hinault                                         | Eric Vanderaerden                                       | Andrew Hampsten                                         | Bernard Hinault                                         | La Vie Claire                                           |
| 1987          | Stephen Roche                                           | Luis Herrera                                            | Jean-Paul van Poppel                                    | Raúl Alcalá                                             | Jean-François Bernard                                   | Système U                                               |
| 1988          | Pedro Delgado                                           | Steven Rooks                                            | Eddy Planckaert                                         | Erik Breukink                                           | Steven Rooks                                            | PDM                                                     |
| 1989          | Greg LeMond                                             | Gert-Jan Theunisse                                      | Sean Kelly                                              | Fabrice Philipot                                        | Laurent Fignon                                          | PDM                                                     |
| 1990          | Greg LeMond                                             | Thierry Claveyrolat                                     | Olaf Ludwig                                             | Gilles Delion                                           | Eduardo Chozas Olmo                                     | Z                                                       |
| 1991          | Miguel Indurain                                         | Claudio Chiappucci                                      | Dschamolidin Abduschaparow                              | Álvaro Mejía Castrillón                                 | Claudio Chiappucci                                      | Banesto                                                 |
| 1992          | Miguel Indurain                                         | Claudio Chiappucci                                      | Laurent Jalabert                                        | Eddy Bouwmans                                           | Claudio Chiappucci                                      | Carrera                                                 |
| 1993          | Miguel Indurain                                         | Tony Rominger                                           | Dschamolidin Abduschaparow                              | Antonio Martín Velasco                                  | Massimo Ghirotto                                        | Carrera                                                 |
| 1994          | Miguel Indurain                                         | Richard Virenque                                        | Dschamolidin Abduschaparow                              | Marco Pantani                                           | Eros Poli                                               | Festina                                                 |
| 1995          | Miguel Indurain                                         | Richard Virenque                                        | Laurent Jalabert                                        | Marco Pantani                                           | Hernán Buenahora                                        | ONCE                                                    |
| 1996          | Bjarne Riis                                             | Richard Virenque                                        | Erik Zabel                                              | Jan Ullrich                                             | Richard Virenque                                        | Festina                                                 |
| 1997          | Jan Ullrich                                             | Richard Virenque                                        | Erik Zabel                                              | Jan Ullrich                                             | Richard Virenque                                        | Team Dt. Telekom                                        |
| 1998          | Marco Pantani                                           | Christophe Rinero                                       | Erik Zabel                                              | Jan Ullrich                                             | Jacky Durand                                            | Équipe Cofidis                                          |
| 1999          | Lance Armstrong                                         | Richard Virenque                                        | Erik Zabel                                              | Benoît Salmon                                           | Jacky Durand                                            | Banesto                                                 |
| 2000          | Lance Armstrong                                         | Santiago Botero                                         | Erik Zabel                                              | Francisco Mancebo                                       | Erik Dekker                                             | Kelme                                                   |
| 2001          | Lance Armstrong                                         | Laurent Jalabert                                        | Erik Zabel                                              | Óscar Sevilla                                           | Laurent Jalabert                                        | Kelme-Costa Blanca                                      |
| 2002          | Lance Armstrong                                         | Laurent Jalabert                                        | Robbie McEwen                                           | Ivan Basso                                              | Laurent Jalabert                                        | ONCE                                                    |
| 2003          | Lance Armstrong                                         | Richard Virenque                                        | Baden Cooke                                             | Denis Menschow                                          | Alexander Winokurow                                     | Team CSC                                                |
| 2004          | Lance Armstrong                                         | Richard Virenque                                        | Robbie McEwen                                           | Wladimir Karpez                                         | Richard Virenque                                        | T-Mobile-Team                                           |
| 2005          | Lance Armstrong                                         | Michael Rasmussen                                       | Thor Hushovd                                            | Jaroslaw Popowytsch                                     | Óscar Pereiro                                           | T-Mobile-Team                                           |
| 2006          | Óscar Pereiro                                           | Michael Rasmussen                                       | Robbie McEwen                                           | Damiano Cunego                                          | David de la Fuente                                      | T-Mobile-Team                                           |
| 2007          | Alberto Contador                                        | Mauricio Soler                                          | Tom Boonen                                              | Alberto Contador                                        | Amets Txurruka                                          | Discovery Channel                                       |
| 2008          | Carlos Sastre                                           | Bernhard Kohl                                           | Óscar Freire Gomez                                      | Andy Schleck                                            | Sylvain Chavanel                                        | Team CSC-Saxo Bank                                      |
| 2009          | Alberto Contador                                        | Franco Pellizotti                                       | Thor Hushovd                                            | Andy Schleck                                            | Franco Pellizotti                                       | Astana                                                  |
| 2010          | Andy Schleck                                            | Anthony Charteau                                        | Alessandro Petacchi                                     | Andy Schleck                                            | Sylvain Chavanel                                        | RadioShack                                              |
| 2011          | Cadel Evans                                             | Samuel Sánchez                                          | Mark Cavendish                                          | Pierre Rolland                                          | Jérémy Roy                                              | Team Garmin-Cervélo                                     |
| 2012          | Bradley Wiggins                                         | Thomas Voeckler                                         | Peter Sagan                                             | Tejay van Garderen                                      | Chris Anker Sørensen                                    | RadioShack-Nissan                                       |
| 2013          | Chris Froome                                            | Nairo Quintana                                          | Peter Sagan                                             | Nairo Quintana                                          | Christophe Riblon                                       | Saxo-Tinkoff                                            |
| 2014          | Vincenzo Nibali                                         | Rafał Majka                                             | Peter Sagan                                             | Thibaut Pinot                                           | Alessandro De Marchi                                    | ag2r La Mondiale                                        |
| 2015          | Chris Froome                                            | Chris Froome                                            | Peter Sagan                                             | Nairo Quintana                                          | Romain Bardet                                           | Movistar Team                                           |
| 2016          | Chris Froome                                            | Rafał Majka                                             | Peter Sagan                                             | Adam Yates                                              | Peter Sagan                                             | Movistar Team                                           |
| 2017          | Chris Froome                                            | Warren Barguil                                          | Michael Matthews                                        | Simon Yates                                             | Warren Barguil                                          | Team Sky                                                |
| 2018          | Geraint Thomas                                          | Julian Alaphilippe                                      | Peter Sagan                                             | Pierre-Roger Latour                                     | Daniel Martin                                           | Movistar Team                                           |
| 2019          | Egan Bernal                                             | Romain Bardet                                           | Peter Sagan                                             | Egan Bernal                                             | Julian Alaphilippe                                      | Movistar Team                                           |
| 2020          | Tadej Pogačar                                           | Tadej Pogačar                                           | Sam Bennett                                             | Tadej Pogačar                                           | Marc Hirschi                                            | Movistar Team                                           |
| 2021          | Tadej Pogačar                                           | Tadej Pogačar                                           | Mark Cavendish                                          | Tadej Pogačar                                           | Franck Bonnamour                                        | Bahrain Victorious                                      |
| 2022          | Jonas Vingegaard                                        | Jonas Vingegaard                                        | Wout van Aert                                           | Tadej Pogačar                                           | Wout van Aert                                           | Ineos Grenadiers                                        |
| 2023          | Jonas Vingegaard                                        | Giulio Ciccone                                          | Jasper Philipsen                                        | Tadej Pogačar                                           | Victor Campenaerts                                      | Jumbo-Visma                                             |
| 2024          | Tadej Pogačar                                           | Richard Carapaz                                         | Biniam Girmay                                           | Remco Evenepoel                                         | Richard Carapaz                                         | UAE Team Emirates                                       |
| 2025          | Tadej Pogačar                                           | Tadej Pogačar                                           | Jonathan Milan                                          | Florian Lipowitz                                        | Ben Healy                                               | Team Visma-Lease a Bike                                 |